# Gușiței
Gușiței – wieś w Rumunii, w okręgu Vaslui, w gminie Dimitrie Cantemir. W 2011 roku liczyła 829 mieszkańców.